# Bulbophyllum chryseum
Bulbophyllum chryseum là một loài phong lan thuộc chi Bulbophyllum.